# Dostawa
Dostawa – przemieszczenie (przepływ) ściśle określonej partii dóbr od dostawcy do odbiorcy. Te dobra to, ogólnie, surowce, materiały, produkty lub towary. Przemieszczenie to odbywa się w wyznaczone miejsce w określonym terminie.

## Klasyfikacja dostaw
Rozróżnia się kilka typów dostaw:
- dostawy bezpośrednie/pośrednie,
- dostawy częściowe,
- dostawy dzielone,
- dostawy nadmierne/niepełne,
- dostawy wewnętrzne.

## Łańcuch dostaw

Diagram obrazujący prosty łańcuch dostaw

Jednokierunkowemu przepływowi dóbr towarzyszy dwukierunkowy przepływ informacji. Odbiorca składa zamówienie na określone dobra w określonej ilości oraz wyznacza termin i sposób ich dostarczenia (dostawy). Dostawca określa ceny oraz termin i sposób zapłaty. Są to podstawowe warunki dostawy.
Rozpatrując rzecz szerzej można zauważyć, że podmioty gospodarcze biorące udział w procesie dostaw występują często w zmiennych rolach. Przykładowo, hurtownik jest odbiorcą producenta i dostawcą detalisty. W ten sposób tworzy się łańcuch dostaw (ang. supply chain).
Łańcuch dostaw obejmuje wszystkie czynności, począwszy od pozyskania podstawowych surowców (takich, których źródłem jest ziemia, woda lub powietrze), a skończywszy na sprzedaży końcowemu nabywcy produktu finalnego i utylizacji tego, co z niego zostaje po zużyciu.
Zwykle uczestnicy łańcucha negocjują warunki dostaw niezależnie. Jeżeli jednak skoordynują swoje działania, mogą osiągnąć wspólne korzyści w postaci optymalizacji rodzaju i wielkości produkcji, wielkości i częstotliwości dostaw, tras przewozów, dzięki czemu staje się możliwa współpraca w systemie just-in-time, a w ślad za tym minimalizacja zapasów i uwolnienie środków pieniężnych, które można przeznaczyć na rozwój. Tworzy się zintegrowany łańcuch dostaw. Zarządzanie takim łańcuchem określane jest skrótem SCM – Supply Chain Management. Przy wsparciu aplikacji informatycznych możliwe jest prognozowanie popytu, wymiana dokumentów (głównie zamówień i faktur) w postaci elektronicznej, śledzenie ruchu dóbr, koordynacja przepływu pieniędzy. Ułatwione jest także zorganizowanie dostaw bezpośrednich (ang. direct delivery) polegających na pominięciu pośredniego składowania (magazynowania).
Przedsiębiorstwo może działać jednocześnie w kilku i więcej łańcuchach dostaw.

## Proste i sieciowe łańcuchy dostaw
W prostych łańcuchach dostaw pomiędzy uczestnikami występują jedynie relacje typu jeden do jednego. Oznacza to, iż każdy uczestnik łańcucha jest powiązany logistycznie tylko z jednym dostawcą i/albo jednym odbiorcą w danym łańcuchu. W bardziej skomplikowanych organizacjach łańcuchy takie przekształcają się w sieciowe łańcuchy dostaw (ang. supply chain networks), w których w każde ogniwo może być połączone z kilkoma dostawcami i odbiorcami. Optymalizacji podlega (podobnie jak w prostych łańcuchach dostaw) całość przepływu materiałowego, przy czym składa się on z kilku strumieni. Przejście z prostego łańcucha dostaw do sieciowego łańcucha dostaw możliwe jest dzięki rozwojowi systemów informatycznych pozwalających na szybszą obróbkę i przesył danych.

## Sieci dostaw
Sieć dostaw (ang. supply networks) jest to połączona ze sobą pewna ilość łańcuchów dostaw (zarówno prostych, jak i sieciowych). W sieci dostaw dokonywana jest kompleksowa optymalizacja przepływu materiałowego we wszystkich łańcuchach dostaw wchodzących w jej skład. Powstanie sieci dostaw związane jest z faktem uczestnictwa części przedsiębiorstw w więcej niż jednym łańcuchu dostaw. Ważnymi elementami sieci dostaw są jej integratorzy – ogniwa będące punktem styku więcej, niż jednego łańcucha dostaw, w których realizowana jest optymalizacja całej sieci, np. koordynacja działań oraz łączenie zasobów pojedynczych uczestników celem wykonania określonego zadania.